# Sela pri Kamniku
Sela so naselje v Občini Kamnik.
Med stara naselja v kamniški občini sodijo nedvomno tudi Sela pri Kamniku, ki se v starih listinah prvič omenjajo leta 1260 pod imenom Sela (Zel). V tej župniji (v vasi Znojile) je bil rojen frančiškan p. Stane Zore, ljubljanski nadškof od 2014. 